# 제27회 골든 래즈베리상
제27회 골든 래즈베리상은 2006년 영화를 대상으로 2007년 2월에 열린 시상식이다. Ivar Theatre에서 개최되었다.

## 수상 및 후보

### 최악의 작품상
- 원초적본능2 - 마이클 캐턴존스 수상
- 레이디 인 더 워터 - M. 나이트 샤말란
- 블러드레인 - 우웨 볼
- 위커 맨 - 닐 라부티
- 리틀 맨 - 키넌 아이버리 웨이언스

### 최악의 남우주연상
- 리틀 맨 - 숀 웨이언스 수상
- 쉐기 독 - 팀 알렌
- 벤치워머스 - 롭 슈나이더
- 위커 맨 - 니콜라스 케이지
- 래리 더 케이블 가이 - 헬스 인스펙터 - 래리 더 케이블 가이

### 최악의 여우주연상
- 원초적 본능 2 - 샤론 스톤 수상
- 머터리얼 걸스 - 힐러리 더프 외 1명
- 행운을 돌려줘 - 린제이 로한
- 이 달의 점원 - 제시카 심슨
- 블러드레인 - 크리스타나 로켄

### 최악의 남우조연상
- 레이디 인 더 워터 - M. 나이트 샤말란 수상
- 내 생애 가장 징글징글한 크리스마스 - 대니 드비토
- 블러드레인 - 벤 킹슬리
- 산타클로스 3 - 마틴 숏
- 원초적 본능 2 - 데이빗 듈리스

### 최악의 여우조연상
- 데이트 영화 - 카르멘 일렉트라 수상
- 수퍼맨 리턴즈 - 케이트 보스워스
- 존 터커 머스트 다이 - 제니 맥카시
- 내 생애 가장 징글징글한 크리스마스 - 크리스틴 체노웨스
- 블러드레인 - 미셸 로드리게즈

### 최악의 감독상
- 레이디 인 더 워터 - M. 나이트 샤말란 수상
- 원초적본능2 - 마이클 캐턴존스
- 블러드레인 - 우웨 볼
- 다빈치 코드 - 론 하워드
- 리틀 맨 - 키넌 아이버리 웨이언스

### 최악의 각본상
- 원초적 본능 2 - 레오라 바리쉬 외 2명 수상
- 레이디 인 더 워터 - M. 나이트 샤말란
- 블러드레인 - 기네비어 터너
- 위커 맨 - 닐 라부티
- 리틀 맨 - 키넌 아이버리 웨이언스

### 최악의 속편상
- 리틀 맨 - 키넌 아이버리 웨이언스 수상
- 원초적본능2 - 마이클 캐턴존스 수상
- 핑크 팬더 - 숀 레비
- 포세이돈 - 볼프강 페테르젠
- 위커 맨 - 닐 라부티
- 쉐기 독 - 브라이언 로빈스
- 가필드 2 - 팀 힐
- 빅 마마 하우스 2 - 근무 중 이상무 - 존 화이트셀
- 텍사스 전기톱 연쇄살인사건 - 0 - 조나단 리브스만
- 산타클로스 3 - 마이클 렘벡

### 최악의 커플상
- 리틀 맨 - 숀 와이언스와 말론 와이언스 수상
- 원초적본능2 - 샤론 스톤, 그녀의 왼쪽가슴과 오른쪽가슴
- 위커 맨 - 니콜라스 케이지, 그와 그가 입은 곰의상
- 머터리얼 걸스 - 힐러리 더프와 헤일리 더프
- 산타클로스 3 - 팀 알렌

### 최악의 가족영화상
- 런어웨이 버케이션 - 베리 소넨필드 수상
- 가필드 2 - 팀 힐
- 쉐기 독 - 브라이언 로빈스
- 내 생애 가장 징글징글한 크리스마스 - 존 화이트셀
- 산타클로스 3 - 마이클 렘벡

## 같이 보기
- 제79회 아카데미상
- 제60회 영국 아카데미 영화상
- 제64회 골든 글로브상
- 제13회 미국 배우 조합상